# Електрически заряд
Вижте пояснителната страница за други значения на заряд.
Електрически заряд (или количество електричество) е физическа характеристика на материята, водеща до поява на сила, когато се намира в близост до друга електрически заредена материя. Електрическият заряд може да бъде положителен или отрицателен. Обекти с еднакъв заряд са подложени на отблъскваща ги един от друг сила, а такива с различен заряд – на привличаща. Електрическият заряд създава електромагнитно поле.
Още древногръцкият философ Талес (640 – 546 г. пр.н.е.) описва как къс от кехлибар след натриване придобива свойството да привлича леки предмети – сламки или перушинки. Терминът електричество произхожда от гръцката дума „електрон“, която означава кехлибар.
Електричният заряд е фундаментална физична величина, която характеризира вътрешно присъщо свойство на електроните, протоните и други микрочастици. Единицата за електричен заряд се нарича кулон и се означава с С. Съществуват два вида електрични заряди, които условно са наречени положителни и отрицателни. Едноименните заряди се отблъскват, а разноименните се привличат.
В началото на 20 век американските физици Миликан и Флетчър провеждат т.нар. експеримент на маслените капки и установяват, че електричният заряд има дискретен характер. По-точно – той се отдава и приема като множество малки, еднакви по количество порции, наречени елементарен заряд. Елементарният електричен заряд е
е = 1,602.10-19 С.
Носители на елементарен отрицателен заряд -е са електроните, а протоните – на елементарен положителен заряд +е. Зарядът на макроскопичните тела е алгебричната сума от зарядите на съдържащите се в тях протони (в атомните ядра) и електрони (в електронните обвивки на атомите). Тъй като този брой е еднакъв, при нормални условия повечето тела са електронеутрални. Експериментално е установено, че в природата съществува закон за запазване на електричния заряд, който може да се формулира така:
Пълният заряд (алгебричната сума от положителните и отрицателните заряди) в електрически изолирана система не се изменя, независимо от това какви процеси се извършват вътре в системата.
Това е основен физичен закон за запазване, който е в сила както при наелектризирането на макроскопичните тела, така и в света на микрочастиците.